# Kotasaari (ö i Norra Österbotten, Koillismaa, lat 66,22, long 28,83)
Kotasaari är en ö i Finland. Den ligger i sjön Yli-Kitka och i kommunen Kuusamo i den ekonomiska regionen  Koillismaa ekonomiska region  och landskapet Norra Österbotten, i den nordöstra delen av landet, 700 km norr om huvudstaden Helsingfors. Öns area är 9,4 hektar och dess största längd är 470 meter i nord-sydlig riktning.